# Mustelidae
Mustélidés
Famille
Répartition géographique
Les Mustélidés (Mustelidae), du latin mustela signifiant belette, sont une famille de mammifères caniformes de l'ordre des Carnivora. Ce sont des prédateurs, de taille variée (de 20 cm à plus de 2 m), avec un corps allongé et des pattes courtes. Ils possèdent des glandes sécrétrices développées, de chaque côté de l'anus, qui peuvent dégager une odeur musquée en cas d'attaque. Divisée en plusieurs sous-familles, la famille des Mustélidés comprend 55 espèces réparties en une vingtaine de genres. Elle est proche de la famille des mouffettes (Mephitidae).

## Description
Les mustélidés ont généralement un corps allongé, souple et effilé, aux pattes courtes, aux oreilles courtes et rondes et à la fourrure épaisse, excepté les blaireaux et les gloutons aux corps trapus et plus maladroits. La fourrure est principalement de couleur brune ou noire, certaines espèces ont des taches, des rayures ou des dessins de gorge.
À l'exception de la loutre de mer, ils ont des glandes olfactives anales qui produisent une sécrétion à forte odeur que les animaux utilisent pour la signalisation sexuelle et le marquage de territoire.
Les mustélidés ont un régime alimentaire principalement carnivore, bien que certains mangent parfois des matières végétales. Bien que n'ayant pas des dentitions identiques, ils possèdent néanmoins certaines dents communes, telles que les carnassières, typiques des carnivores, formées par la quatrième prémolaire supérieure et la première molaire inférieure. Celles-ci sont particulièrement tranchantes chez les carnivores spécialisés comme les belettes, alors chez d'autres mustélidés, elles sont très robustes et forment de véritables cisailles broyeuses pour casser des matériaux durs. La loutre de mer, la loutre à joues blanches et la loutre sans griffes, qui se nourrissent principalement de crustacés, ont de solides dents carnassières qui ressemblent à des molaires. Un autre trait caractéristique est une molaire supérieure qui cisaille la viande et qui est tournée de 90° vers l'intérieur de la bouche,.
La plupart des reproductions de mustélidés impliquent une diapause embryonnaire. L'embryon ne s'implante pas immédiatement dans l'utérus, mais reste dormant pendant un certain temps. Aucun développement n'a lieu tant que l'embryon reste détaché de la muqueuse utérine. En conséquence, la période de gestation normale est prolongée, parfois jusqu'à un an. Cela permet aux jeunes de naître dans des conditions environnementales favorables. La reproduction a un coût énergétique important, il est donc avantageux pour la femelle d'avoir de la nourriture disponible et un temps doux. Les jeunes ont plus de chances de survivre si la naissance a lieu après le sevrage de la progéniture précédente.

## Systématique
Cette famille a été décrite pour la première fois en 1817 par le naturaliste saxon devenu sujet russe Gotthelf Fischer von Waldheim (1771-1853).
La classification des espèces de cette famille fait encore débat parmi les spécialistes, certains auteurs ayant déterminé jusqu'à six sous-familles distinctes (Mephitinae, Melinae, Mustelinae, Lutrinae, Mellivorinae et Guloninae) bien que la majorité d'entre eux n'ait retenu que les quatre premières. La sous-famille des Mephitinae forme aujourd'hui une famille distincte : les Mephitidae, alors que  Melinae et Mustelinae seraient paraphylétiques. Les conclusions du début du XXIe siècle tendent ainsi à ne conserver plus que deux sous-familles : Mustelinae et Lutrinae.
Des études génétiques publiées par Koepfli et al. en 2008, et par Law et al. en 2018 proposèrent une nouvelle classification en huit sous-familles.

### Sous-familles et genres actuels
sous-famille Guloninae (anciennement Martinae)
- genre Eira C. E. H. Smith, 1842 - la Martre à tête grise
- genre Gulo Pallas, 1780 - le Glouton
- genre Martes Pinel, 1792 - des martres, les zibelines et la Fouine
- genre Pekania Gray, 1865 - le Pékan ou Martre pêcheuse

sous-famille Helictidinae
- genre Melogale I. Geoffroy Saint-Hilaire, 1831 - les blaireaux-furets

sous-famille Ictonychinae (anciennement Galictinae)
- genre Galictis Bell, 1826 - les grisons
- genre Ictonyx Kaup, 1835 - des zorilles
- genre Lyncodon Gervais, 1845 - le Lyncodon patagonicus
- genre Poecilogale Thomas, 1883 - le Poecilogale
- genre Vormela Blasius, 1884 - le Putois marbré

sous-famille Lutrinae
- genre Aonyx Lesson, 1827 - la loutre à joues blanches
- genre Amblonyx Rafinesque, 1832 - la loutre cendrée
- genre Enhydra Fleming, 1822 - la Loutre de mer
- genre Hydrictis Pocock, 1921 - la Loutre à cou tacheté
- genre Lontra Gray, 1843 - diverses loutres
- genre Lutra Brisson, 1762 - diverses loutres
- genre Lutrogale Gray, 1865 - la Loutre à pelage lisse
- genre Pteronura Gray, 1837 - la Loutre géante

sous-famille Melinae
- genre Arctonyx F. G. Cuvier, 1825 - le Blaireau à gorge blanche
- genre Meles Brisson, 1762 - les blaireaux eurasiatiques

sous-famille Mellivorinae
- genre Mellivora Storr, 1780 - le Ratel

sous-famille Mustelinae
- genre Mustela Linnaeus, 1758 - les belettes, furets, visons, putois et l'Hermine
- genre Neogale (anciennement Neovison)[14] Baryshnikov & Abramov, 1997 - des visons

sous-famille Taxideinae
- genre Taxidea Waterhouse, 1839 - le Blaireau américain

### Taxons fossiles
Selon Paleobiology Database (21 mai 2013) :
- sous-famille Galictinae
- sous-famille Grisoninae
- Ictonychini
- sous-famille Leptarctinae
- Lutrina
- sous-famille Lutrinae
- sous-famille Melinae
- sous-famille Mellivorinae
- Mephitina
- sous-famille Mustelavinae
- Mustelina
- sous-famille Mustelinae
- sous-famille Mustellinae
- sous-famille Oligobuninae (en)
- sous-famille Potamotheriinae
- sous-famille Taxidiinae
- Viverrina

### Phylogénie
Arbre phylogénétique des sous-familles actuelles:

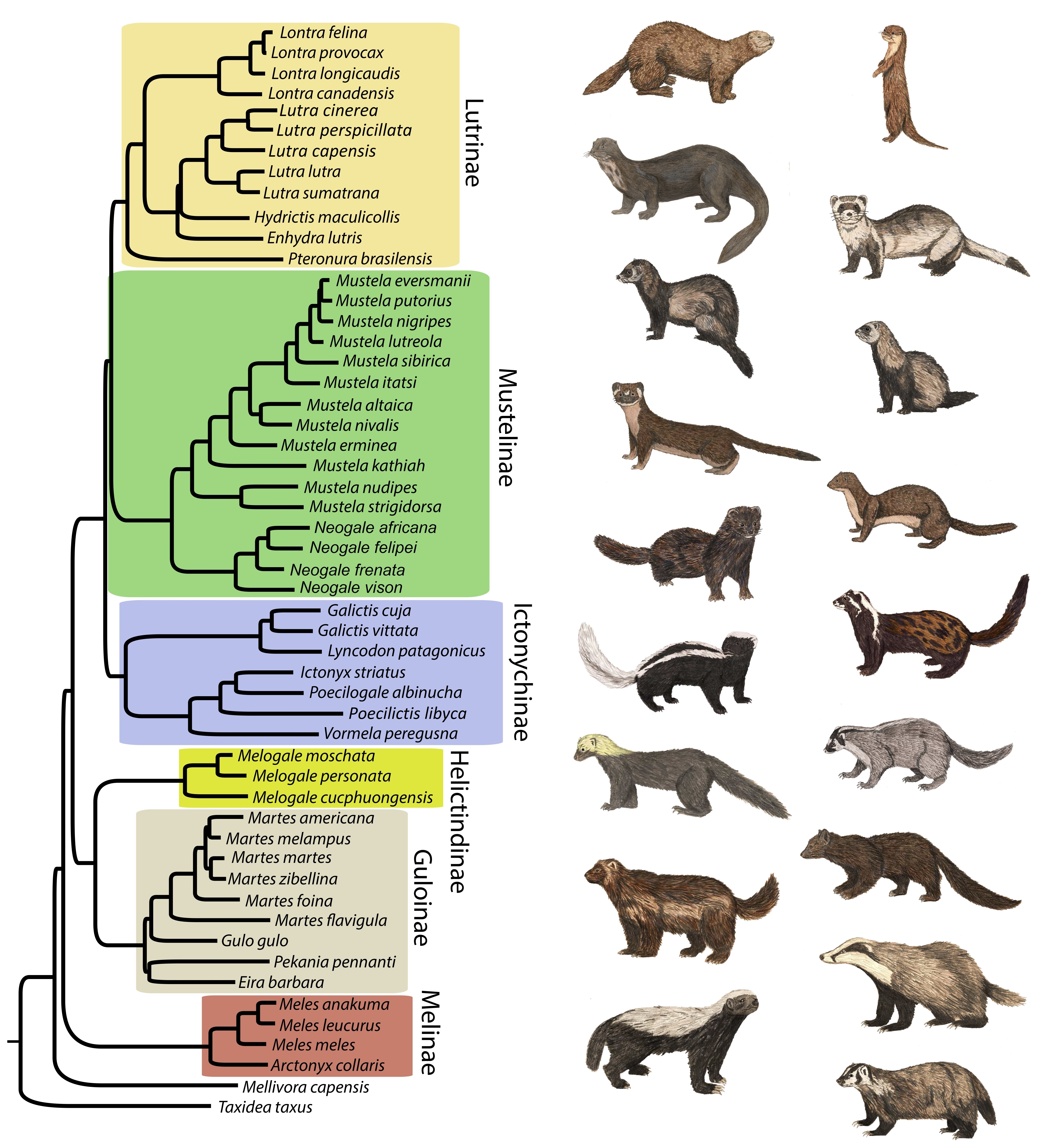
Arbre phylogénétique des Mustelidae. Contient 53 espèces de mustélidés.
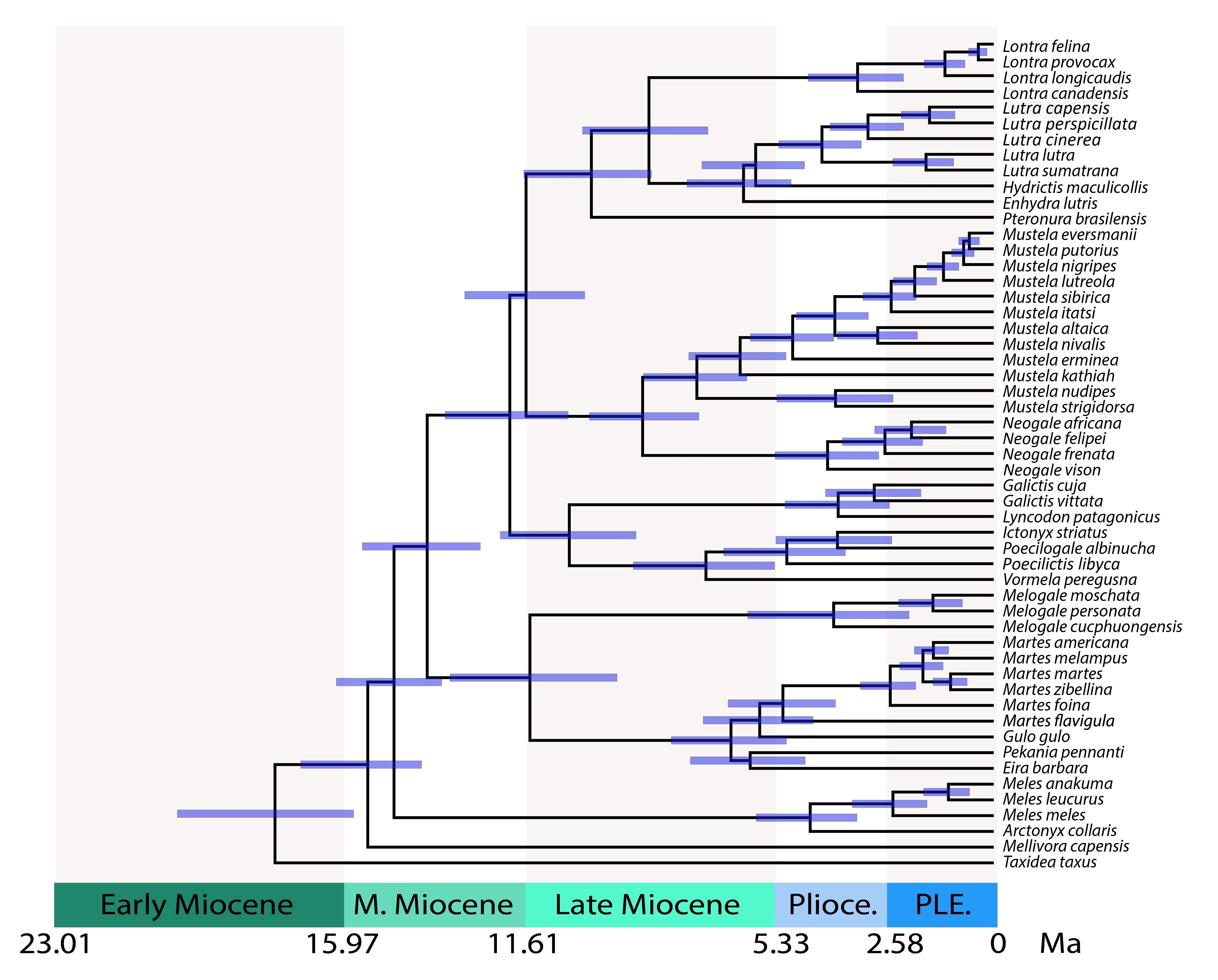
Arbre calibré dans le temps des Mustelidae montrant les temps de divergence entre les lignées. Les temps partagés incluent : 28,8 millions d'années (Ma) pour les mustélidés par rapport aux procyonidés ; 17,8 Ma pour les Taxidiinae ; 15,5 Ma pour les Mellivorinae ; 14,8 Ma pour Melinae ; 14,0 Ma pour Guloninae + Helictidinae ; 11,5 Ma pour Guloninae + Naquinae vs. Helictidinae ; 12,0 Ma pour les Ictonychines ; 11,6 Ma pour Lutrinae vs Mustelinae.

|  | Guloninae    |
|  |              |
|  | Helictidinae |
|  |              |

|  | Ictonychinae                                            |
|  |                                                         |
|  | \| \| Mustelinae \| \| \| \| \| \| Lutrinae \| \| \| \| |
|  |                                                         |
|  | Mustelinae                                              |
|  |                                                         |
|  | Lutrinae                                                |
|  |                                                         |

|  | Mustelinae |
|  |            |
|  | Lutrinae   |
|  |            |

|  | Guloninae    |
|  |              |
|  | Helictidinae |
|  |              |

|  | Ictonychinae                                            |
|  |                                                         |
|  | \| \| Mustelinae \| \| \| \| \| \| Lutrinae \| \| \| \| |
|  |                                                         |
|  | Mustelinae                                              |
|  |                                                         |
|  | Lutrinae                                                |
|  |                                                         |

|  | Mustelinae |
|  |            |
|  | Lutrinae   |
|  |            |

|  | Guloninae    |
|  |              |
|  | Helictidinae |
|  |              |

|  | Ictonychinae                                            |
|  |                                                         |
|  | \| \| Mustelinae \| \| \| \| \| \| Lutrinae \| \| \| \| |
|  |                                                         |
|  | Mustelinae                                              |
|  |                                                         |
|  | Lutrinae                                                |
|  |                                                         |

|  | Mustelinae |
|  |            |
|  | Lutrinae   |
|  |            |

|  | Guloninae    |
|  |              |
|  | Helictidinae |
|  |              |

|  | Ictonychinae                                            |
|  |                                                         |
|  | \| \| Mustelinae \| \| \| \| \| \| Lutrinae \| \| \| \| |
|  |                                                         |
|  | Mustelinae                                              |
|  |                                                         |
|  | Lutrinae                                                |
|  |                                                         |

|  | Mustelinae |
|  |            |
|  | Lutrinae   |
|  |            |

|  | Guloninae    |
|  |              |
|  | Helictidinae |
|  |              |

|  | Ictonychinae                                            |
|  |                                                         |
|  | \| \| Mustelinae \| \| \| \| \| \| Lutrinae \| \| \| \| |
|  |                                                         |
|  | Mustelinae                                              |
|  |                                                         |
|  | Lutrinae                                                |
|  |                                                         |

|  | Mustelinae |
|  |            |
|  | Lutrinae   |
|  |            |

|  | Guloninae    |
|  |              |
|  | Helictidinae |
|  |              |

|  | Ictonychinae                                            |
|  |                                                         |
|  | \| \| Mustelinae \| \| \| \| \| \| Lutrinae \| \| \| \| |
|  |                                                         |
|  | Mustelinae                                              |
|  |                                                         |
|  | Lutrinae                                                |
|  |                                                         |

|  | Mustelinae |
|  |            |
|  | Lutrinae   |
|  |            |

|  | Guloninae    |
|  |              |
|  | Helictidinae |
|  |              |

|  | Ictonychinae                                            |
|  |                                                         |
|  | \| \| Mustelinae \| \| \| \| \| \| Lutrinae \| \| \| \| |
|  |                                                         |
|  | Mustelinae                                              |
|  |                                                         |
|  | Lutrinae                                                |
|  |                                                         |

|  | Mustelinae |
|  |            |
|  | Lutrinae   |
|  |            |

|  | Guloninae    |
|  |              |
|  | Helictidinae |
|  |              |

|  | Ictonychinae                                            |
|  |                                                         |
|  | \| \| Mustelinae \| \| \| \| \| \| Lutrinae \| \| \| \| |
|  |                                                         |
|  | Mustelinae                                              |
|  |                                                         |
|  | Lutrinae                                                |
|  |                                                         |

|  | Mustelinae |
|  |            |
|  | Lutrinae   |
|  |            |

|  | Guloninae    |
|  |              |
|  | Helictidinae |
|  |              |

|  | Ictonychinae                                            |
|  |                                                         |
|  | \| \| Mustelinae \| \| \| \| \| \| Lutrinae \| \| \| \| |
|  |                                                         |
|  | Mustelinae                                              |
|  |                                                         |
|  | Lutrinae                                                |
|  |                                                         |

|  | Mustelinae |
|  |            |
|  | Lutrinae   |
|  |            |

|  | Guloninae    |
|  |              |
|  | Helictidinae |
|  |              |

|  | Ictonychinae                                            |
|  |                                                         |
|  | \| \| Mustelinae \| \| \| \| \| \| Lutrinae \| \| \| \| |
|  |                                                         |
|  | Mustelinae                                              |
|  |                                                         |
|  | Lutrinae                                                |
|  |                                                         |

|  | Mustelinae |
|  |            |
|  | Lutrinae   |
|  |            |

|  | Guloninae    |
|  |              |
|  | Helictidinae |
|  |              |

|  | Ictonychinae                                            |
|  |                                                         |
|  | \| \| Mustelinae \| \| \| \| \| \| Lutrinae \| \| \| \| |
|  |                                                         |
|  | Mustelinae                                              |
|  |                                                         |
|  | Lutrinae                                                |
|  |                                                         |

|  | Mustelinae |
|  |            |
|  | Lutrinae   |
|  |            |

|  | Guloninae    |
|  |              |
|  | Helictidinae |
|  |              |

|  | Ictonychinae                                            |
|  |                                                         |
|  | \| \| Mustelinae \| \| \| \| \| \| Lutrinae \| \| \| \| |
|  |                                                         |
|  | Mustelinae                                              |
|  |                                                         |
|  | Lutrinae                                                |
|  |                                                         |

|  | Mustelinae |
|  |            |
|  | Lutrinae   |
|  |            |

|  | Guloninae    |
|  |              |
|  | Helictidinae |
|  |              |

|  | Ictonychinae                                            |
|  |                                                         |
|  | \| \| Mustelinae \| \| \| \| \| \| Lutrinae \| \| \| \| |
|  |                                                         |
|  | Mustelinae                                              |
|  |                                                         |
|  | Lutrinae                                                |
|  |                                                         |

|  | Mustelinae |
|  |            |
|  | Lutrinae   |
|  |            |

|  | Guloninae    |
|  |              |
|  | Helictidinae |
|  |              |

|  | Ictonychinae                                            |
|  |                                                         |
|  | \| \| Mustelinae \| \| \| \| \| \| Lutrinae \| \| \| \| |
|  |                                                         |
|  | Mustelinae                                              |
|  |                                                         |
|  | Lutrinae                                                |
|  |                                                         |

|  | Mustelinae |
|  |            |
|  | Lutrinae   |
|  |            |

|  | Guloninae    |
|  |              |
|  | Helictidinae |
|  |              |

|  | Ictonychinae                                            |
|  |                                                         |
|  | \| \| Mustelinae \| \| \| \| \| \| Lutrinae \| \| \| \| |
|  |                                                         |
|  | Mustelinae                                              |
|  |                                                         |
|  | Lutrinae                                                |
|  |                                                         |

|  | Mustelinae |
|  |            |
|  | Lutrinae   |
|  |            |

|  | Guloninae    |
|  |              |
|  | Helictidinae |
|  |              |

|  | Ictonychinae                                            |
|  |                                                         |
|  | \| \| Mustelinae \| \| \| \| \| \| Lutrinae \| \| \| \| |
|  |                                                         |
|  | Mustelinae                                              |
|  |                                                         |
|  | Lutrinae                                                |
|  |                                                         |

|  | Mustelinae |
|  |            |
|  | Lutrinae   |
|  |            |

- Arbre phylogénétique des Mustelidae. Contient 53 espèces de mustélidés[12].
- Arbre calibré dans le temps des Mustelidae montrant les temps de divergence entre les lignées. Les temps partagés incluent : 28,8 millions d'années (Ma) pour les mustélidés par rapport aux procyonidés ; 17,8 Ma pour les Taxidiinae ; 15,5 Ma pour les Mellivorinae ; 14,8 Ma pour Melinae ; 14,0 Ma pour Guloninae + Helictidinae ; 11,5 Ma pour Guloninae + Naquinae vs. Helictidinae ; 12,0 Ma pour les Ictonychines ; 11,6 Ma pour Lutrinae vs Mustelinae[12].

## En France
Les mustélidés jouent un rôle important dans le réseau trophique en tant que petits prédateurs contrôlant notamment les populations de rongeurs (souvent très prolifiques, et vecteurs ou réservoirs de diverses maladies). Ils sont suivis par diverses associations, ONG et l'OFB qui a publié des cartes de répartition nationale puis en 2006 une première carte d'abondance relative de six mustélidés en France métropolitaine à l'échelle des petites régions agricoles de France. Ces cartes résultent d'une modélisation des données provenant des « carnets de bord petits carnivores » de l’OFB (protocole mis en place en 2001 pour tous ses agents départementaux de l'office). Un modèle statistique prend en compte l'effort d’observation et les probabilités de détection pour produire des indices de densité.
Des individus de l'espèce américaine, échappés d'élevage ou relâchés par des éleveurs depuis les années 1920 sont devenus invasifs et ont contribué à faire reculer le Vison autochtone. Il y avait en France en 1959 environ 600 visonnières (fermes d'élevage à fourrure) en France, et lors d'une tempête, environ 12 000 visons américains se sont échappés en une nuit d'une visonnière du Morbihan.

## Mustélidés et COVID-19
Il existe une soixantaine d'espèces de mustélidés ; elles occupent dans le monde des habitats très divers, terrestres (prairies, steppes, toundra, forêts) et aquatiques (marins et d'eau douce). Quelques mustélidés sauvages se sont habitués aux villes et à la proximité de l'Homme (ex : fouine ou localement loutres et blaireaux). Le furet est quant à lui élevé en grand nombre comme NAC (nouvel animal de compagnie) ou animal destiné à la chasse dans les terriers.
Et dans le même temps, des centaines ou milliers de « fermes à fourrures » existent de par le monde, principalement en Chine, en Europe et en Amérique du Nord qui concentrent de dizaines de millions de visons et autres mustélidés dans des cages et des environnements favorables aux épidémies.
En 2020, les élevages de visons sont les élevages d'animaux qui ont été les plus touchés par le virus SARS-CoV-2 responsable de la COVID-19. Si ce virus devait se répandre parmi les mustélidés sauvages, ces derniers pourraient devenir un réservoir permanent d'infection pour d'autres espèces animales, comme ce fut le cas pour la rage transmise aux ratons laveurs et aux mouffettes, ou encore avec la tuberculose bovine transmise aux blaireaux ou avec la paratuberculose, transmissible à de nombreux ruminants sauvages et parfois transmise à des humains immunitairement déprimés.
Début septembre 2020, avant que la situation se dégrade encore dans les élevages de visons (6 pays touchés début novembre 2020 : Danemark, Pays-Bas, Espagne, Suède, Italie et États-Unis), Costanza Manes & ses collègues, du Centre d'excellence « One Health », de l'Université de Floride alertaient et estimaient qu'« il est important de prioriser les études chez les mustélidés sur leur rôle putatif comme réservoirs et amplificateurs de l'infection par le SRAS-CoV-2 chez les animaux et par la suite chez les humains. Le développement de stratégies de surveillance et d'intervention appropriées permettra de déterminer si les mustélidés sont l'un des maillons clés de la chaîne du déclenchement d'un événement historique sans précédent : une panzootie ». D'autant que les élevages industriels de visons, et autour d'eux une partie de la population de visons sauvages sont, depuis les années 1980, de plus en plus touchés par la maladie aléoutienne, une virose induite par un parvovirus qui s'est répandue dans les élevages et qui peut aussi infecter d'autres  mustélidés tels que furet, loutre, putois, martre des pins (…) et au-delà renard et raton-laveur et qui est connue pour affaiblir l'immunité des animaux infectés par ce virus.
Dans certains pays comme la France, les mustélidés sont souvent considérés comme nuisibles et chassés, voire déterrés et tués sans précautions sanitaires, ce qui expose les chasseurs et leurs chiens à des contacts avec le sang et des sécrétions contaminantes. A l'automne 2020, les chasseurs français ont en outre été exemptés de confinement quand il s'agit de chasser des espèces dites « nuisibles ».

## Galerie

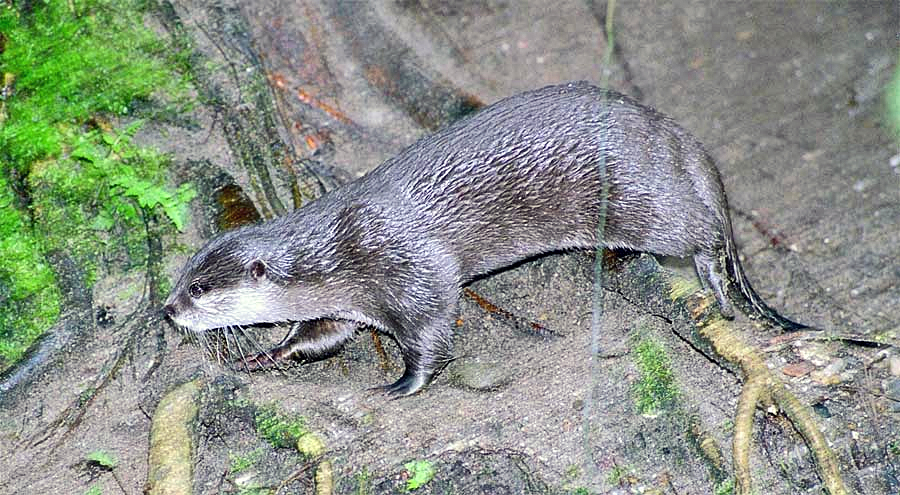
Loutre cendrée (Aonyx cinerea).
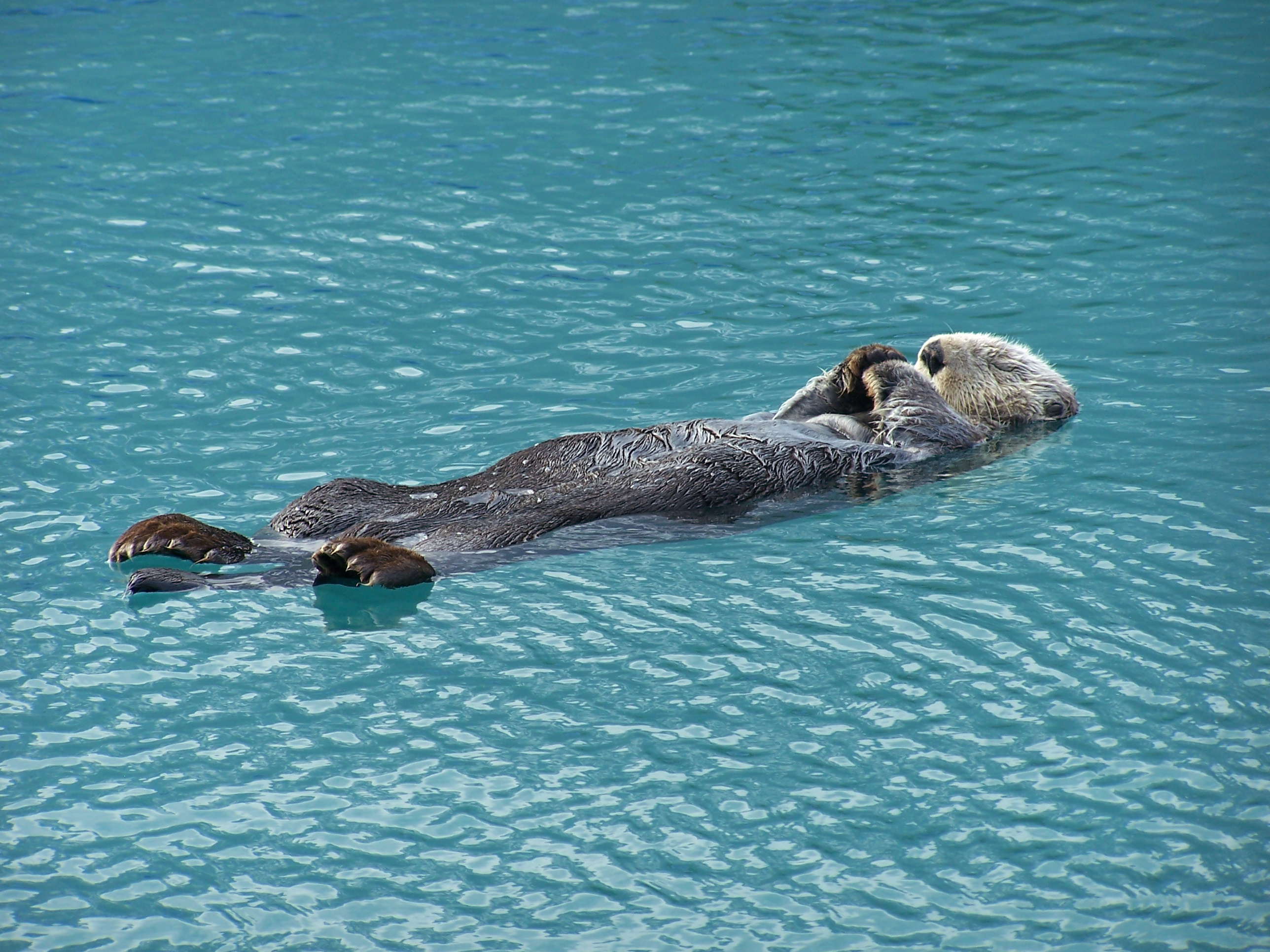
Loutre de mer (Enhydra lutris).
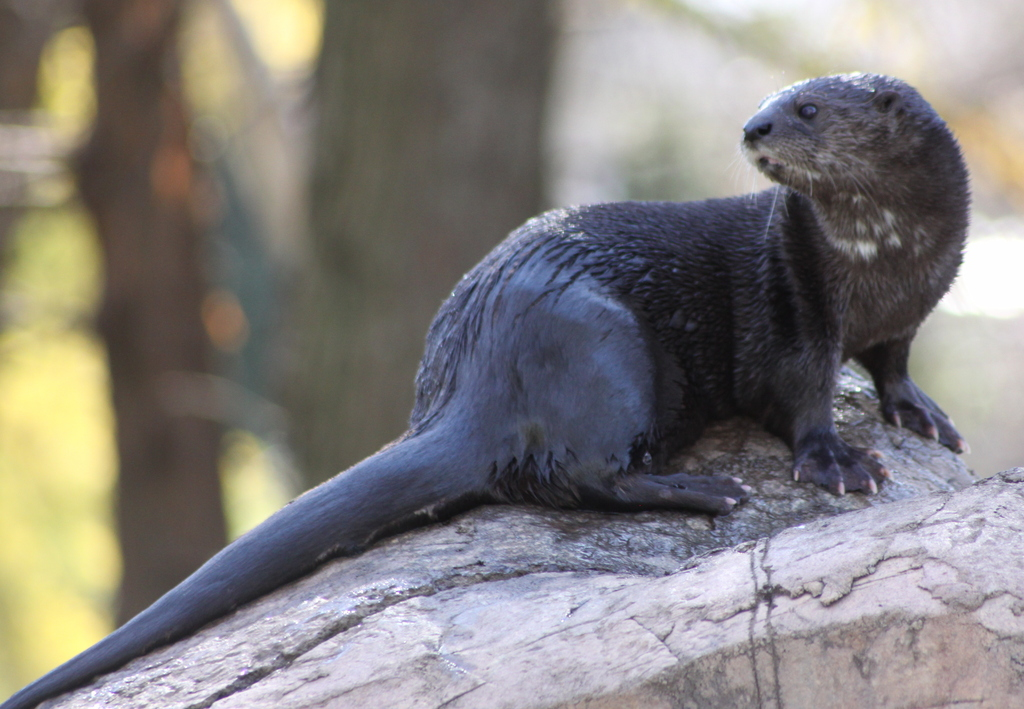
Loutre à cou tacheté (Hydrictis maculicollis).
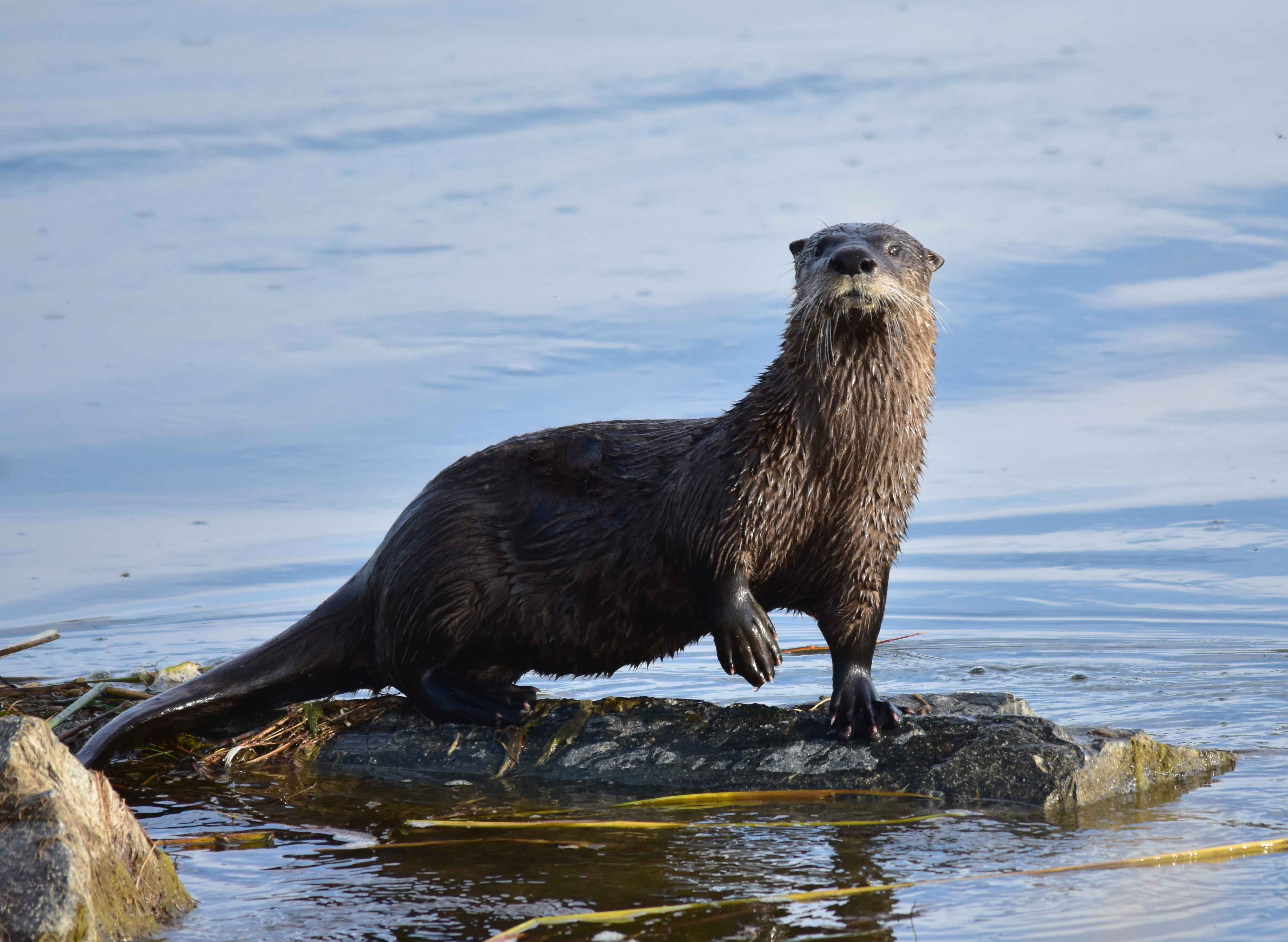
Loutre de rivière (Lontra canadensis).
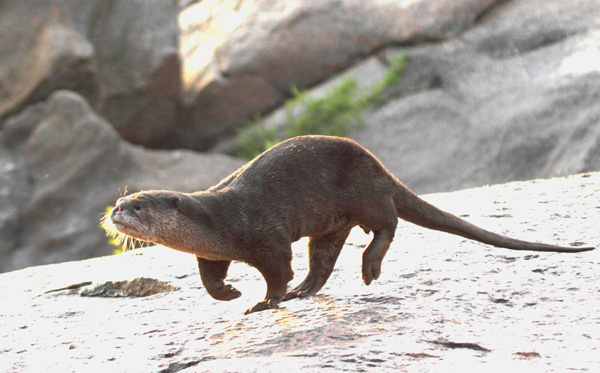
Loutre à pelage lisse (Lutrogale perspicillata).
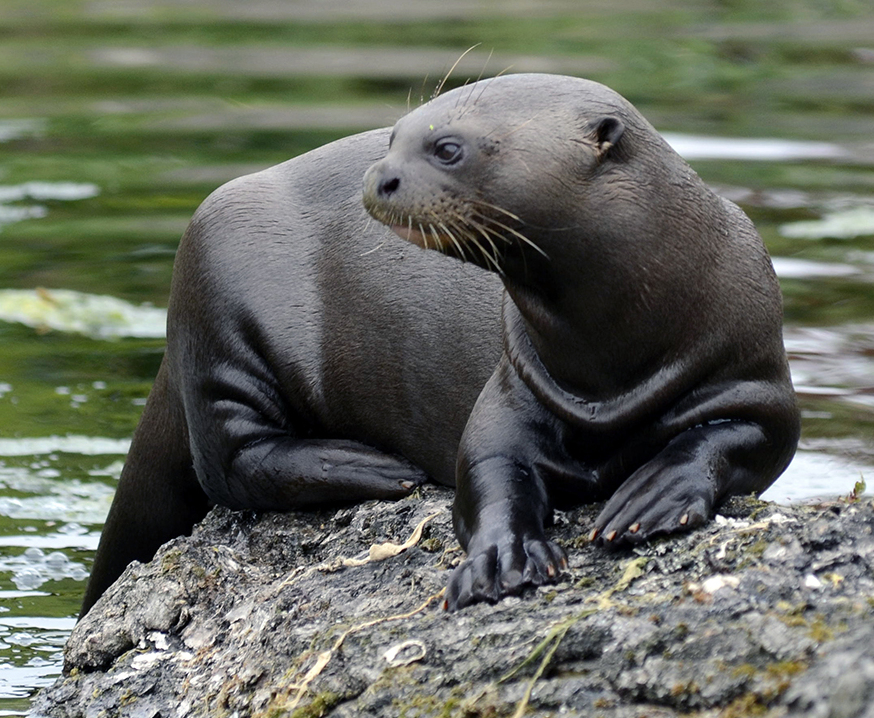
Loutre géante du Brésil (Pteronura brasiliensis).
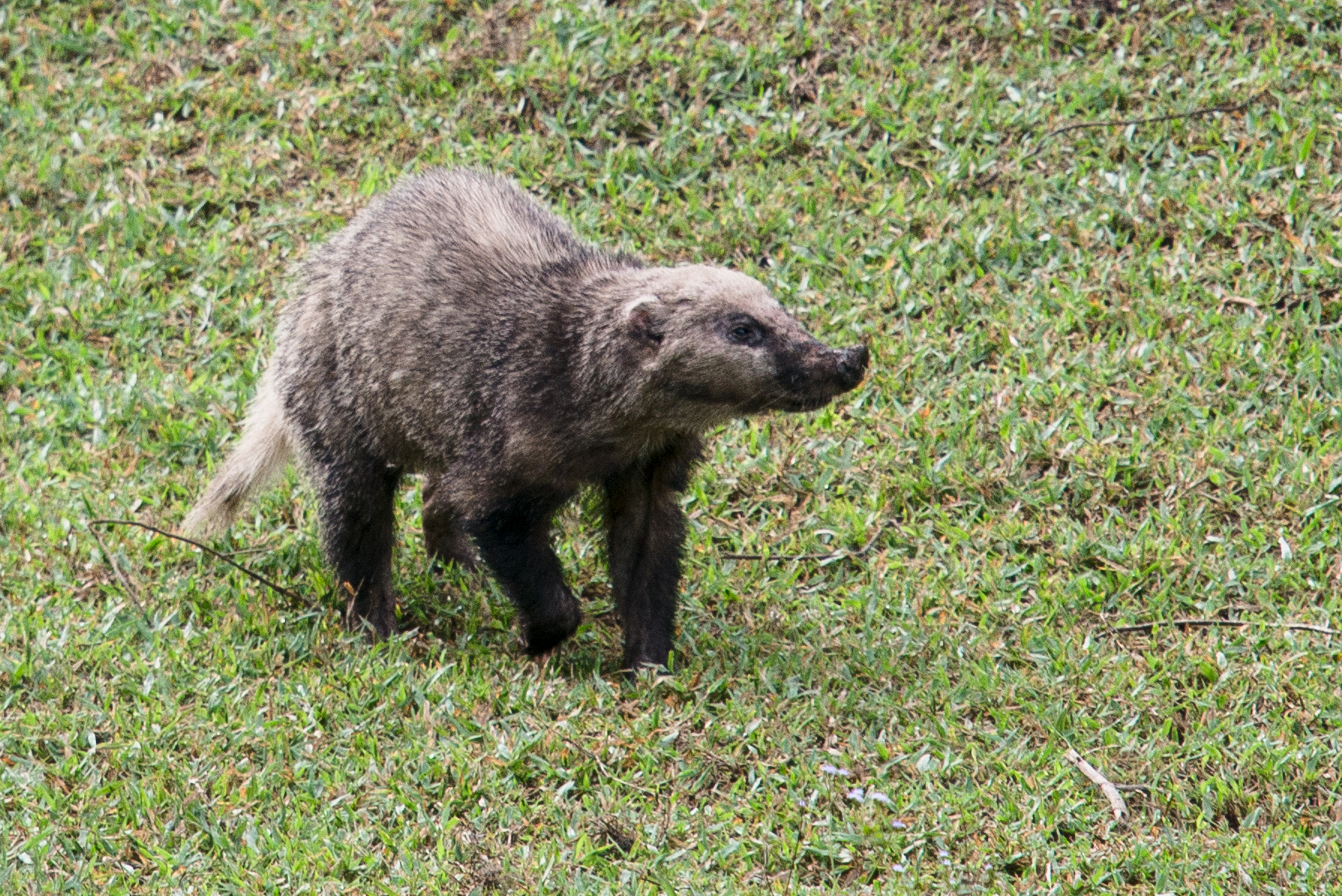
Blaireau de Chine (Arctonyx collaris).
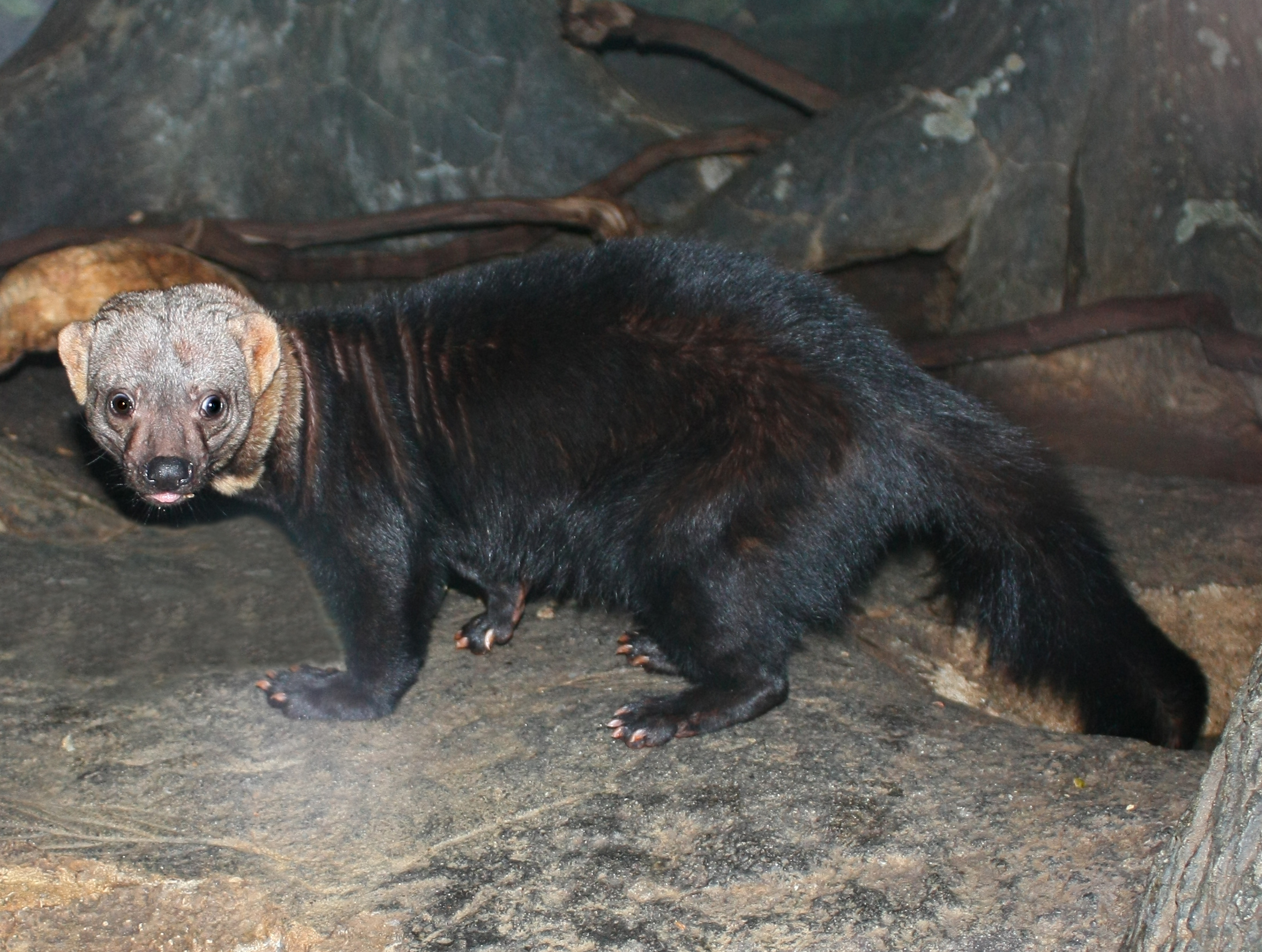
Martre à tête grise (Eira barbara).
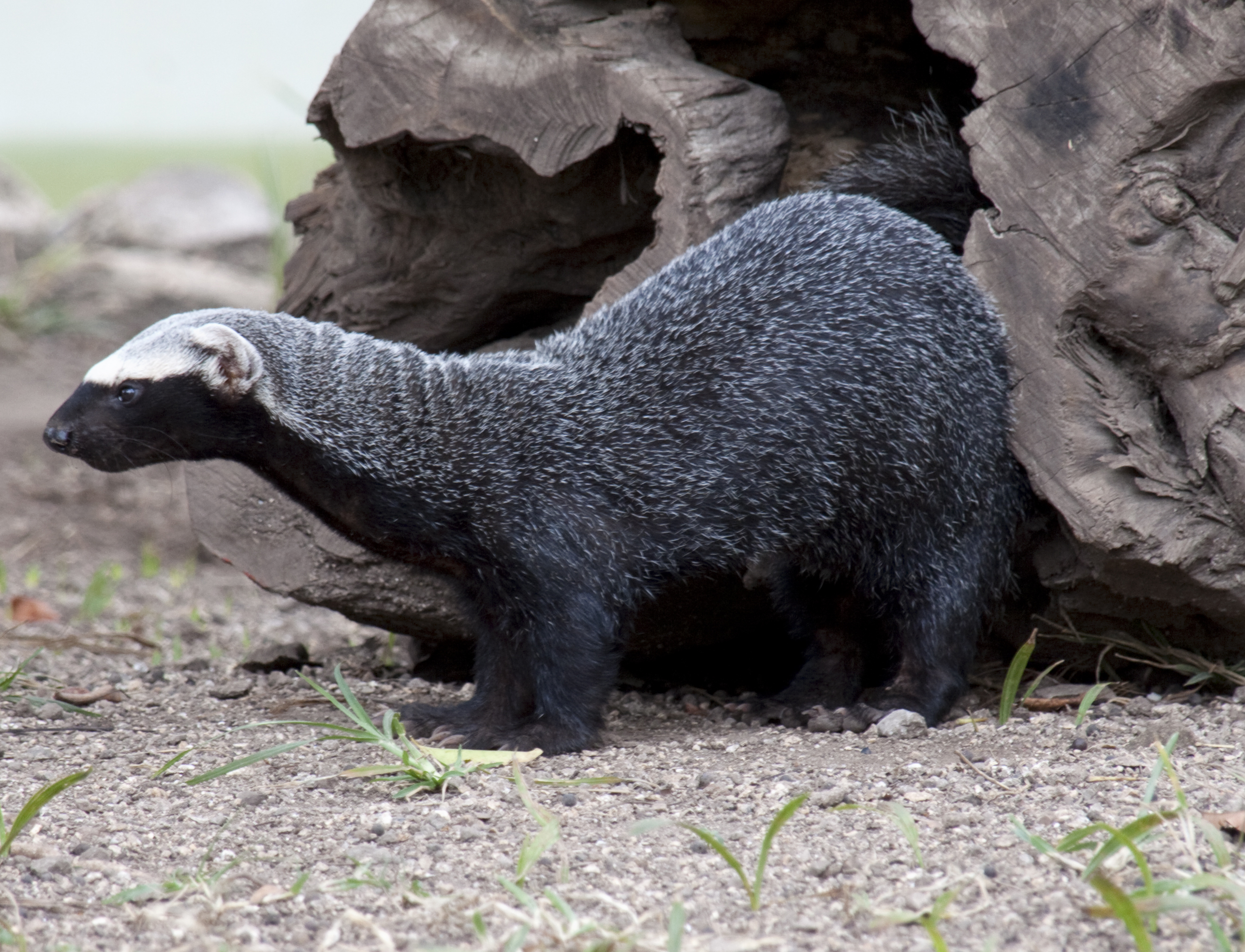
Grison (Galictis vittata).
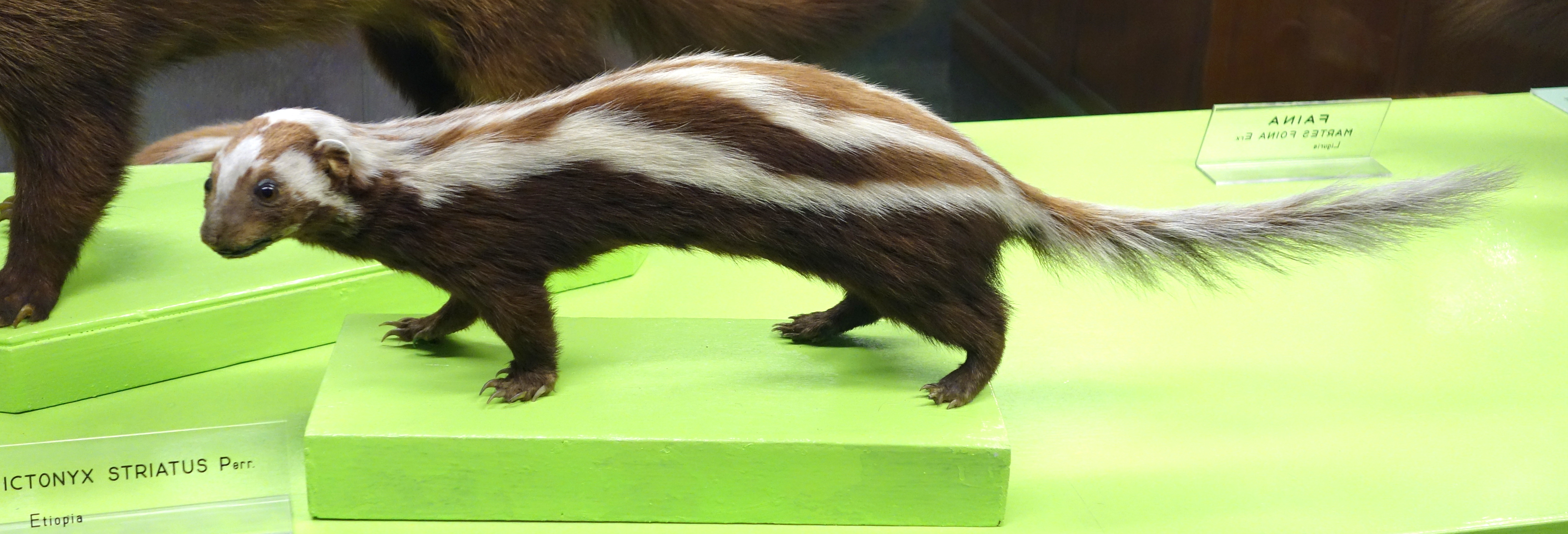
Zorille commune (Ictonyx striatus).
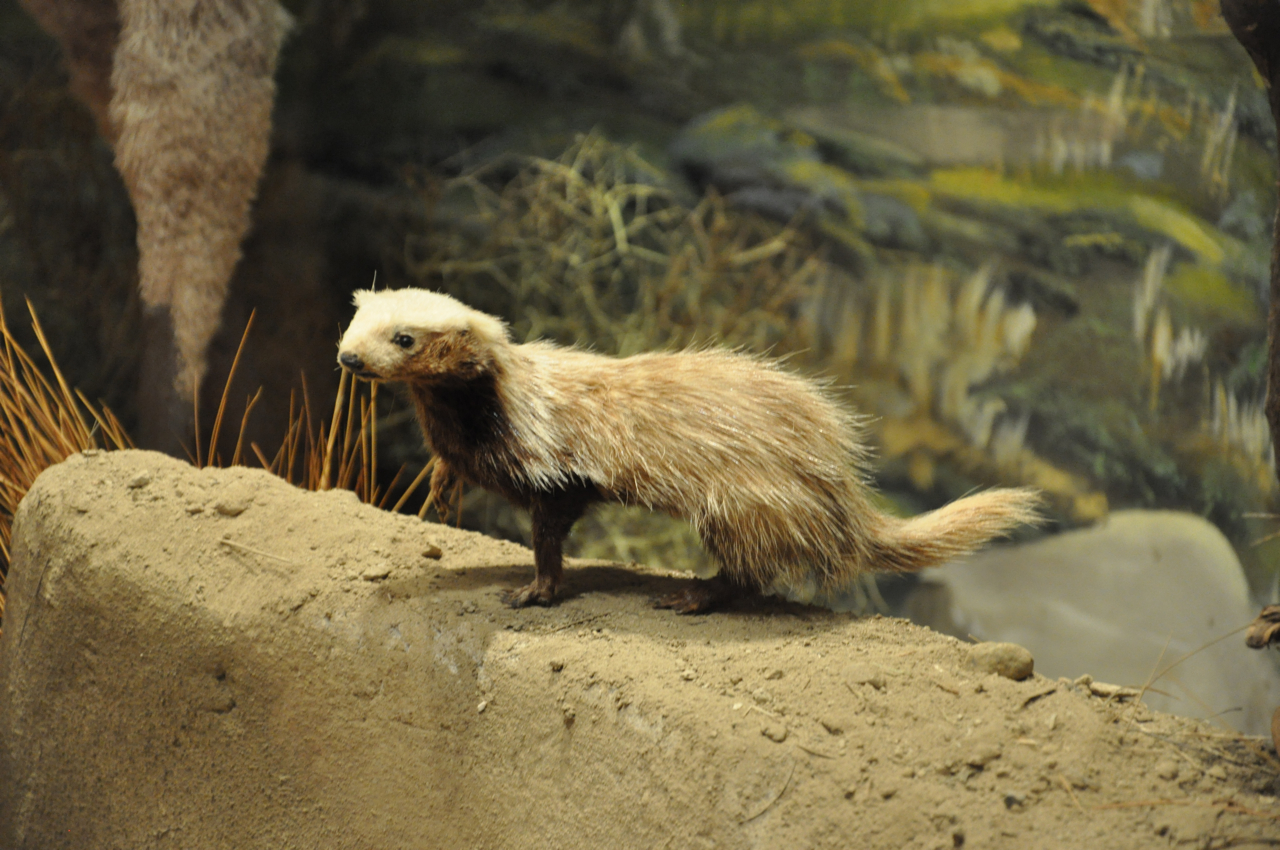
Belette de Patagonie (Lyncodon patagonicus).
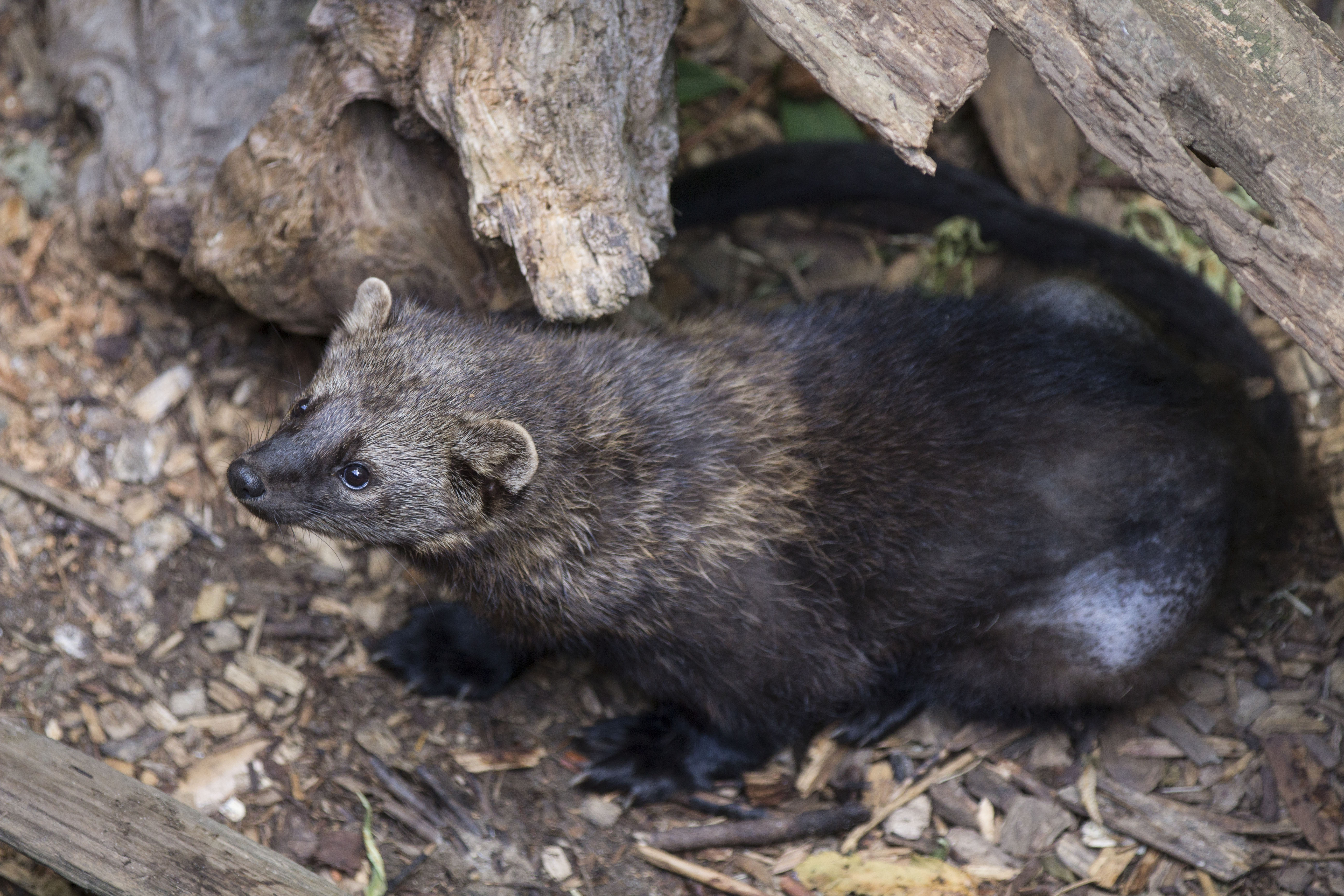
Pékan (Pekania pennanti).
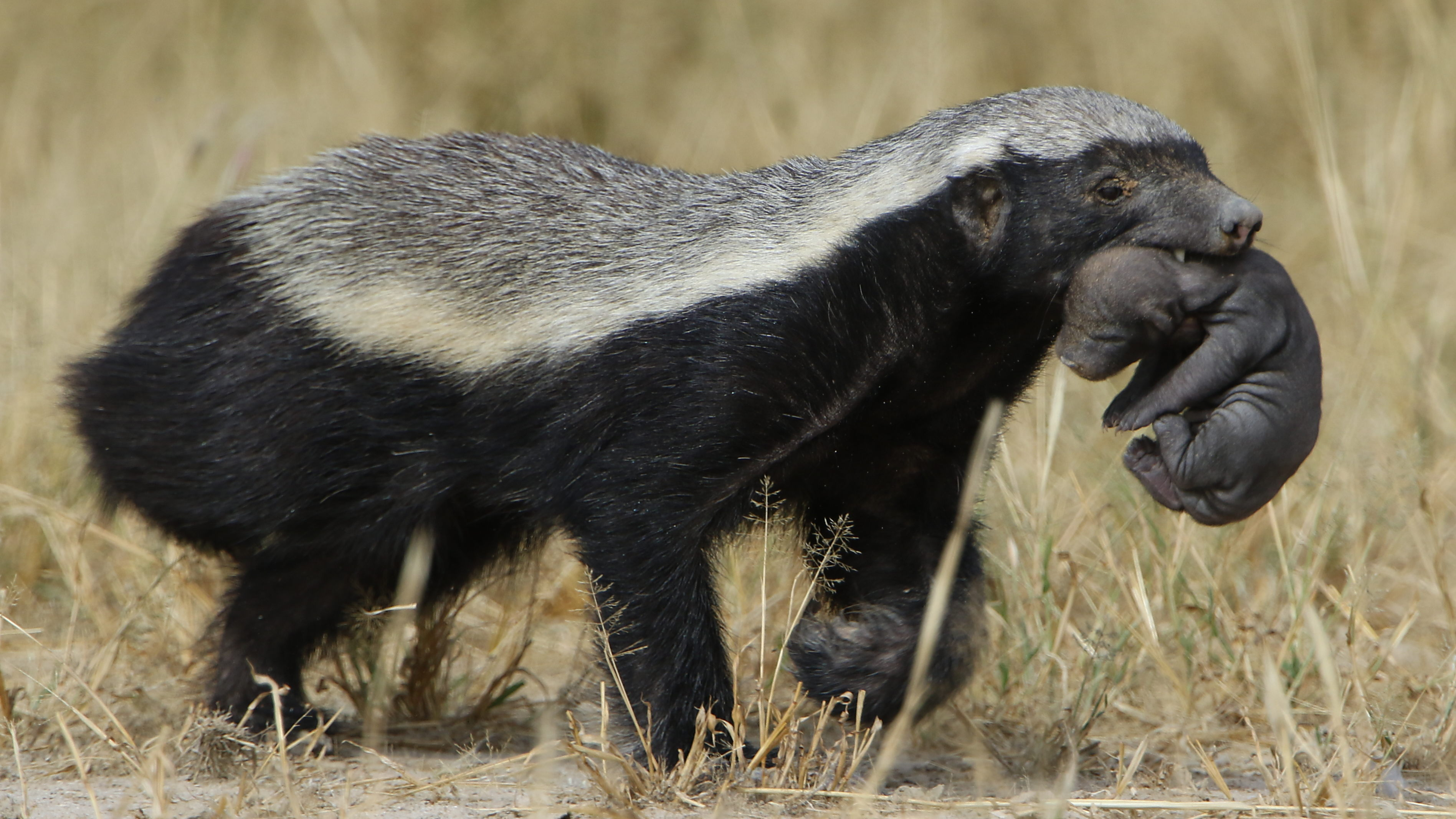
Ratel (Mellivora capensis).
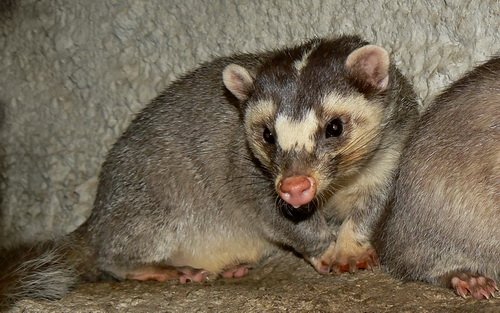
Blaireau-furet de Chine (Melogale moschata).
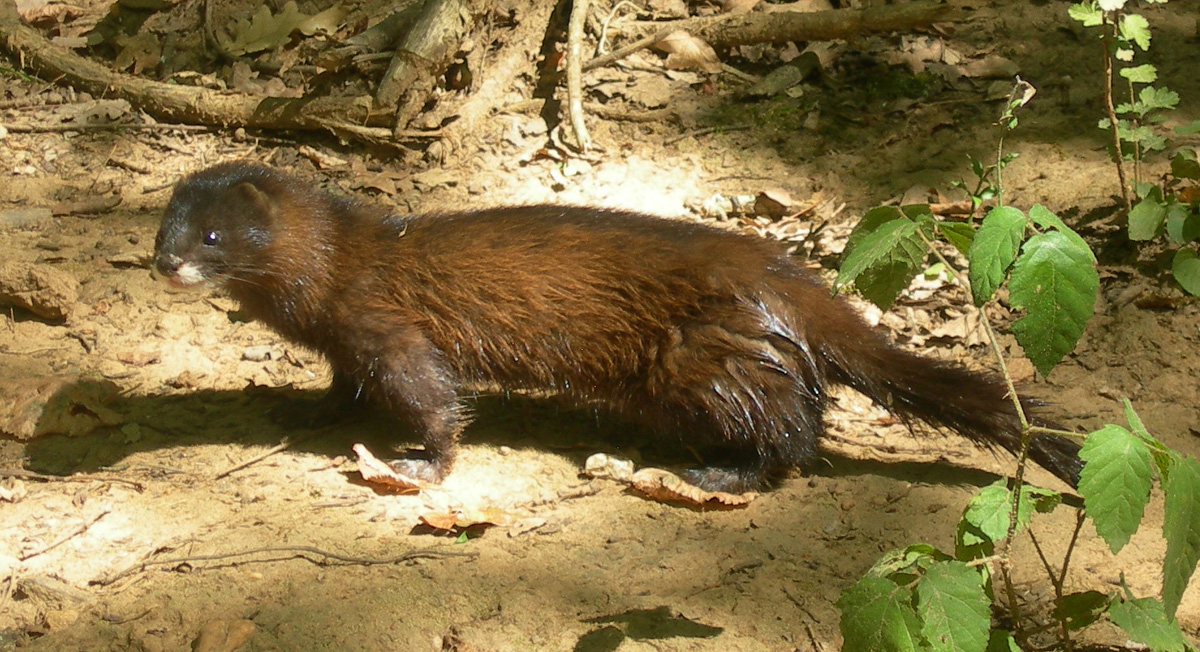
Vison d'Europe (Mustela lutreola).
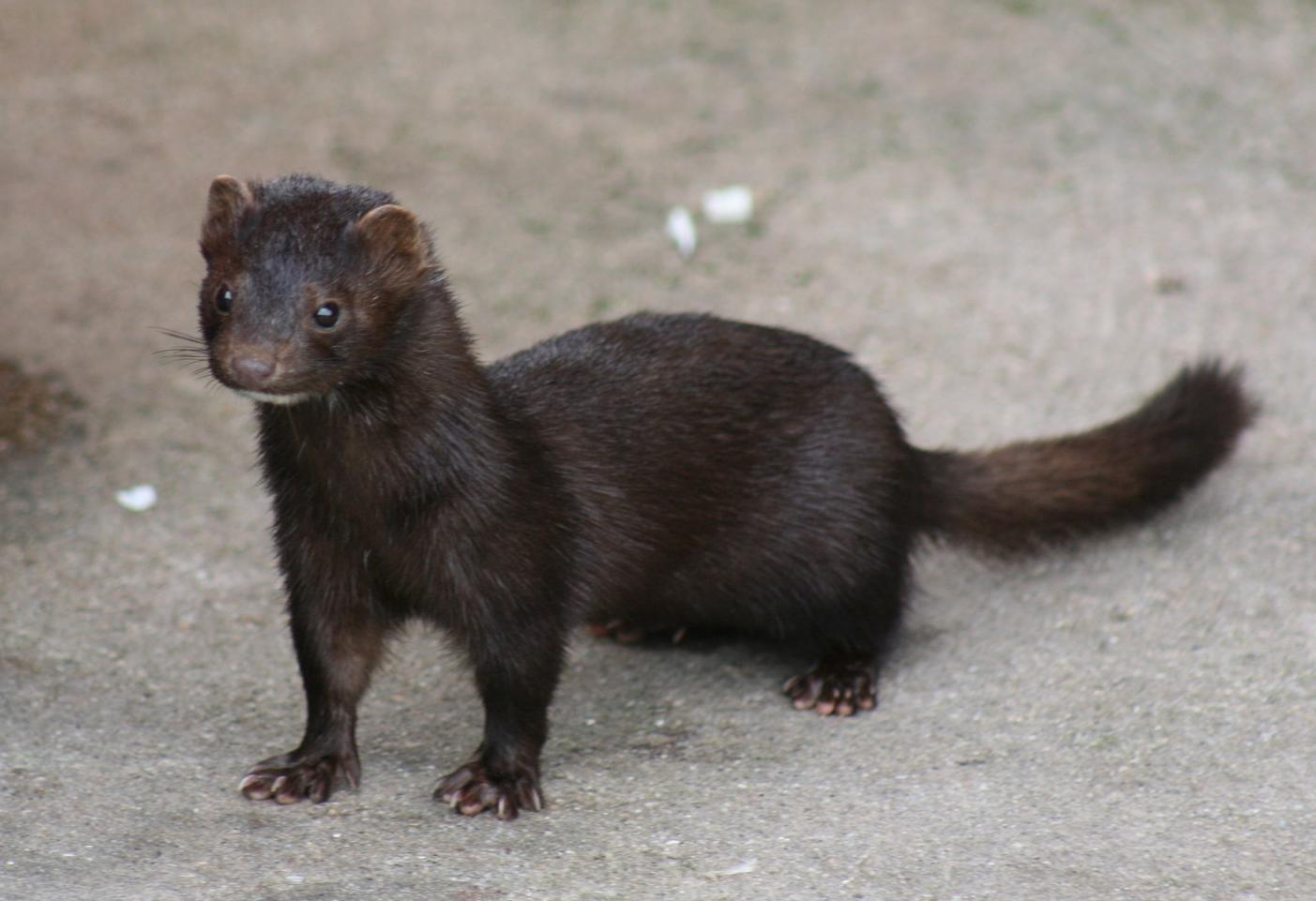
Vison d'Amérique (Neovison vison).
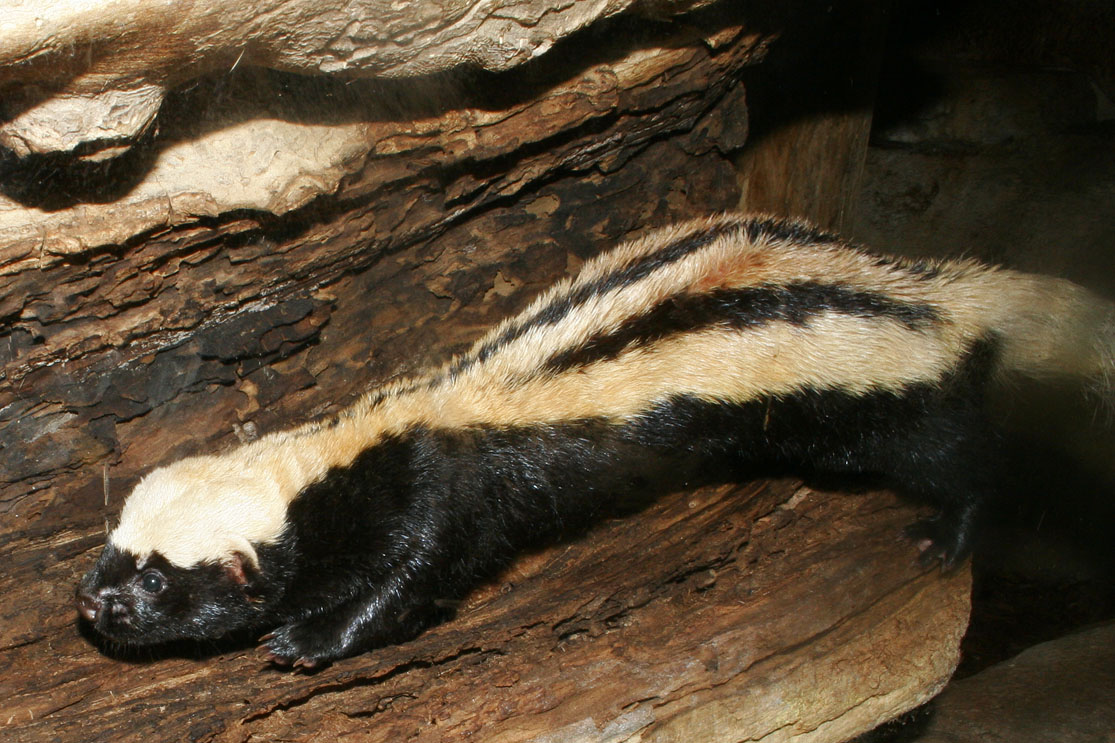
Zorille à nuque blanche (Poecilogale albinucha).
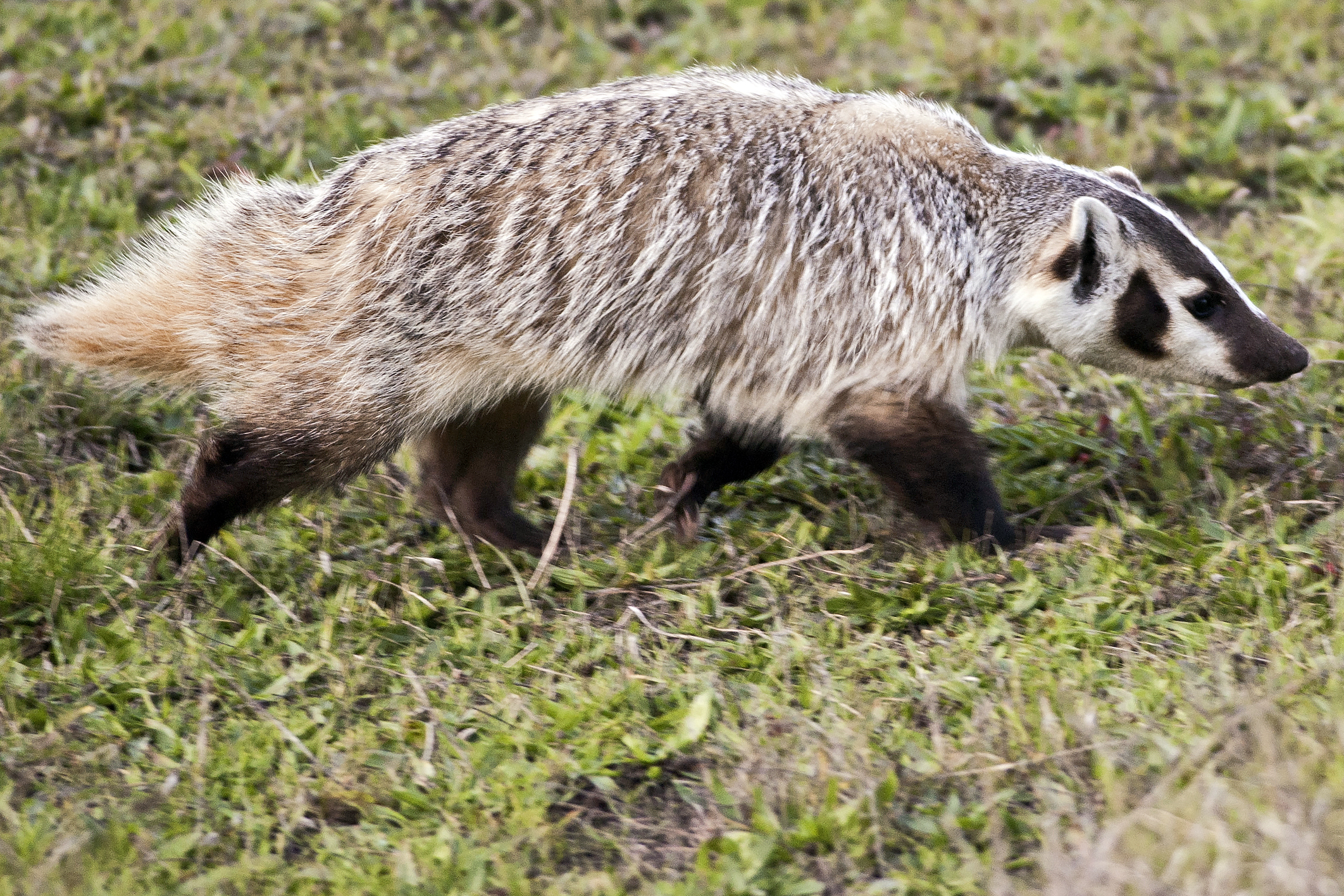
Blaireau d'Amérique (Taxidea taxus).
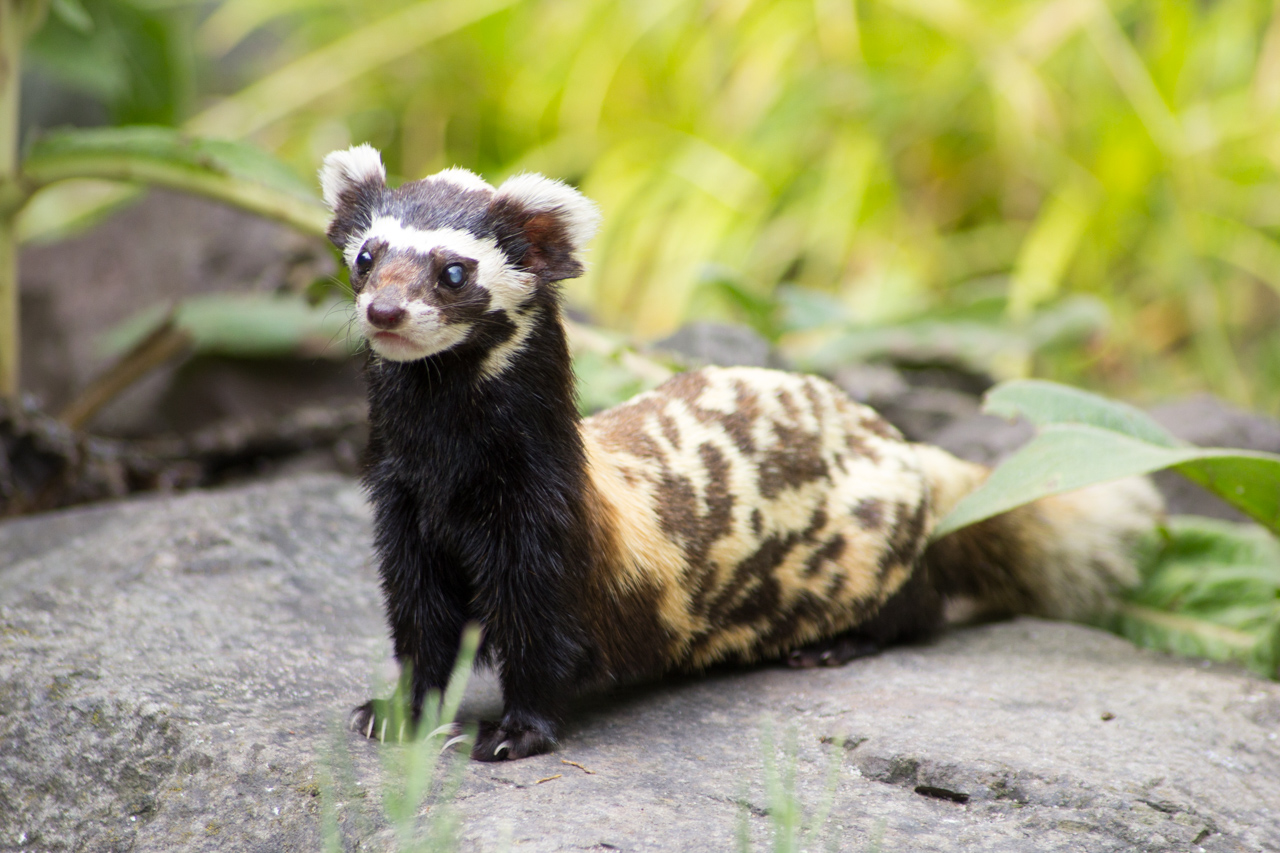
Putois marbré (Vormela peregusna).

Exemples de Mustélidés actuels d'Europe
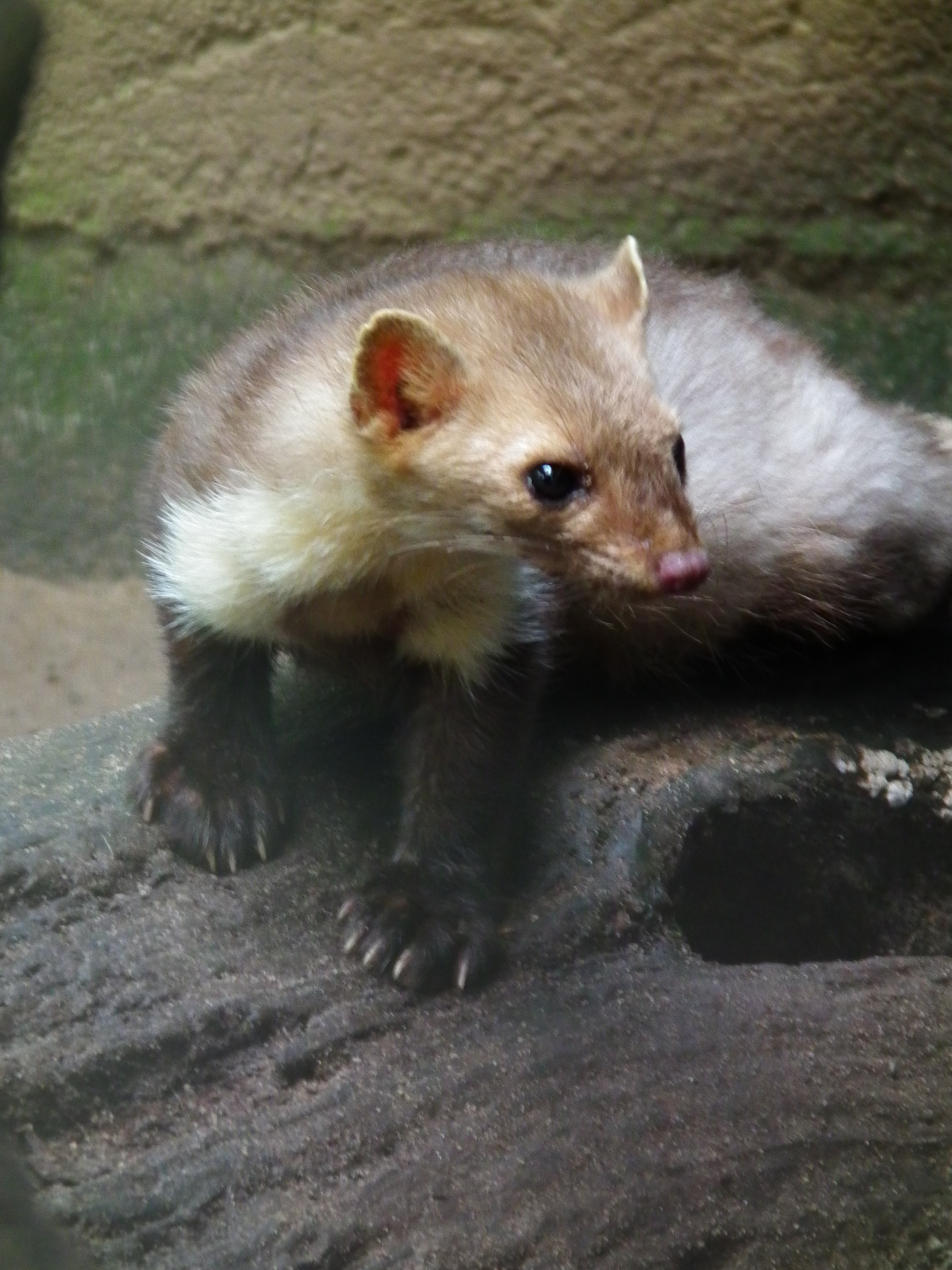
Fouine (Martes foina).
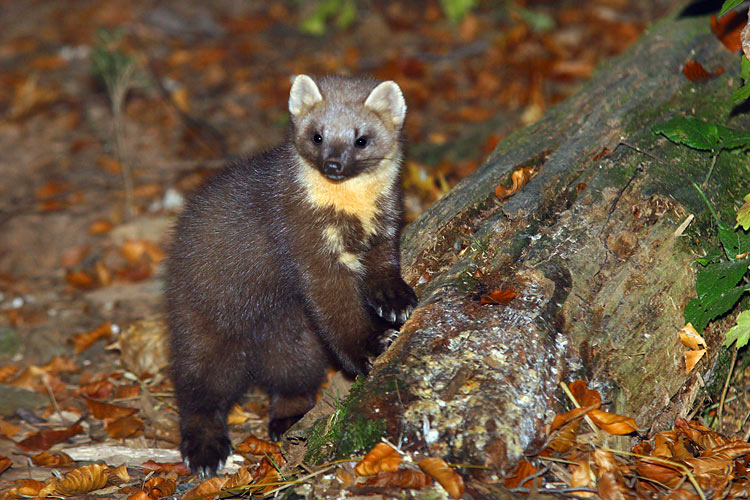
Martre des pins (Martes martes).
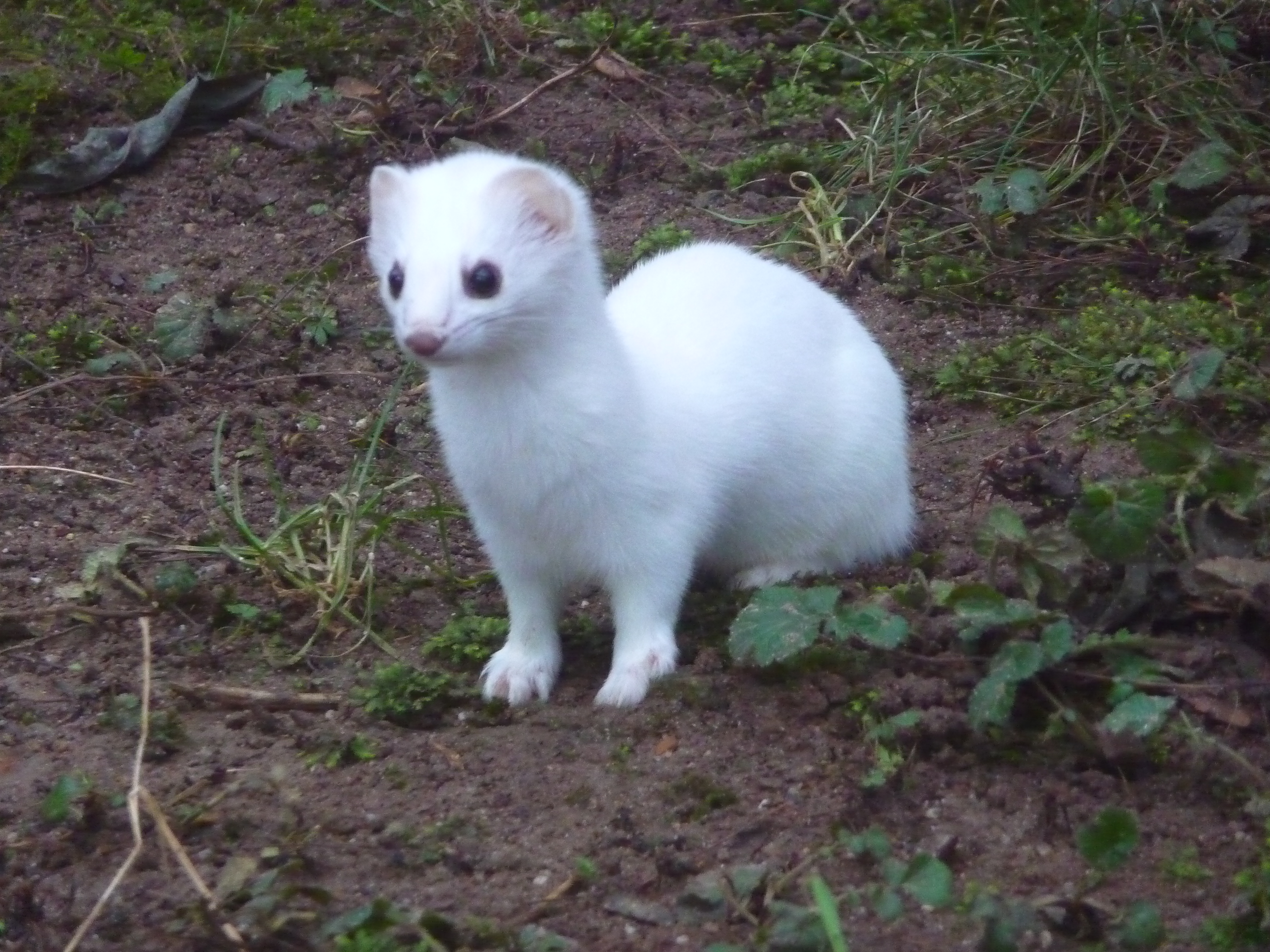
Hermine (Mustela erminea).
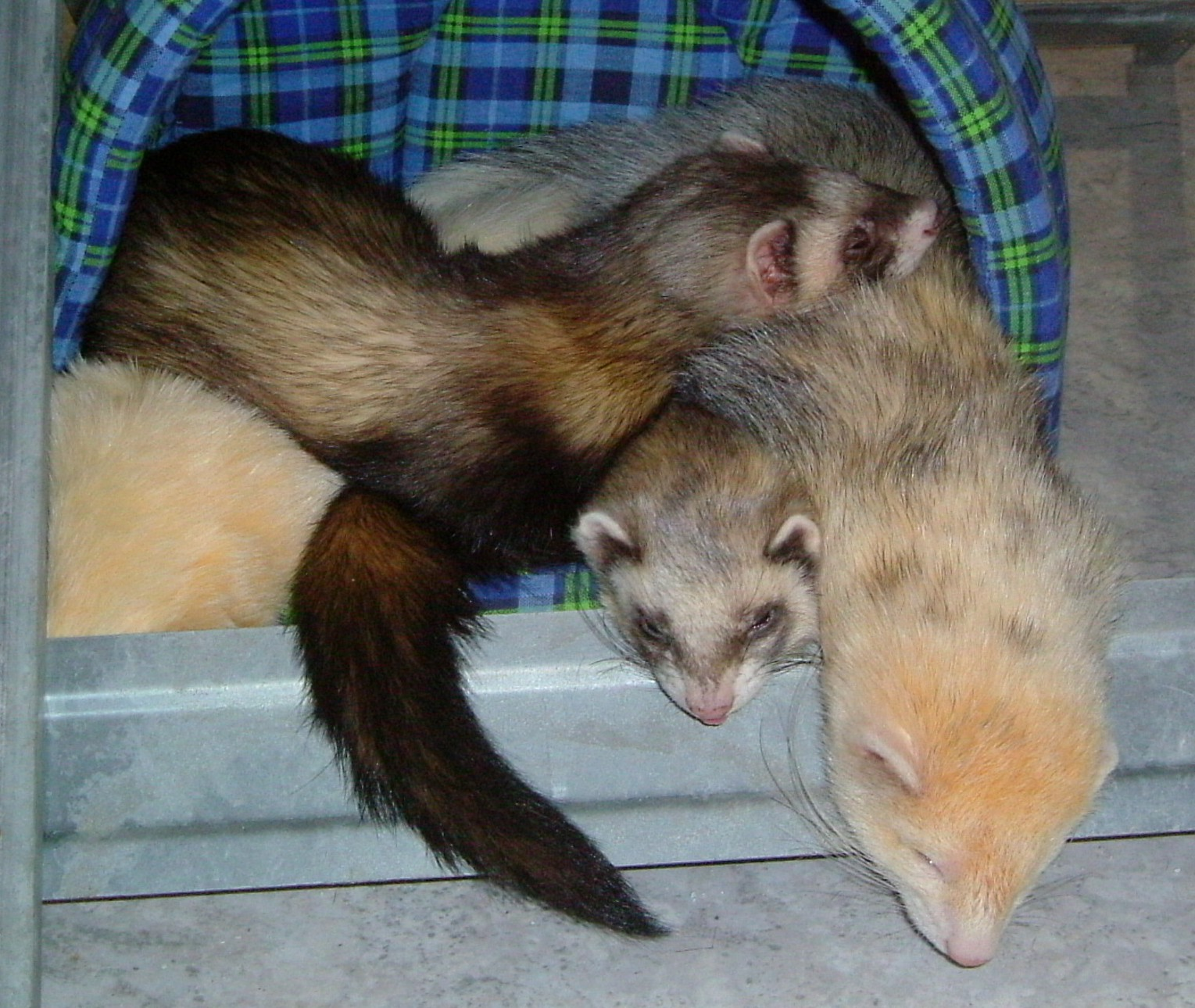
Furet (Mustela putorius furo).
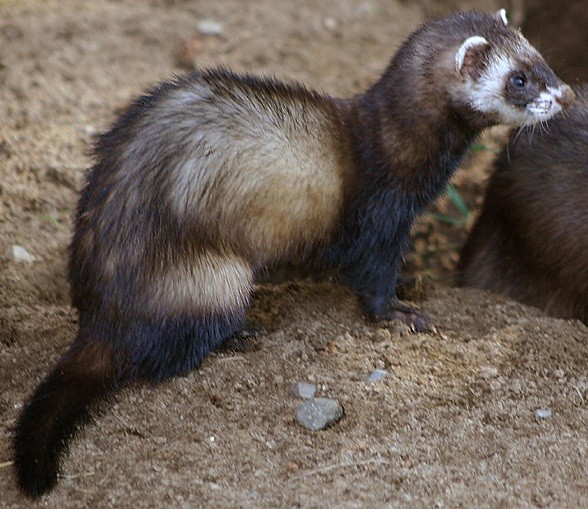
Putois (Mustela putorius putorius).
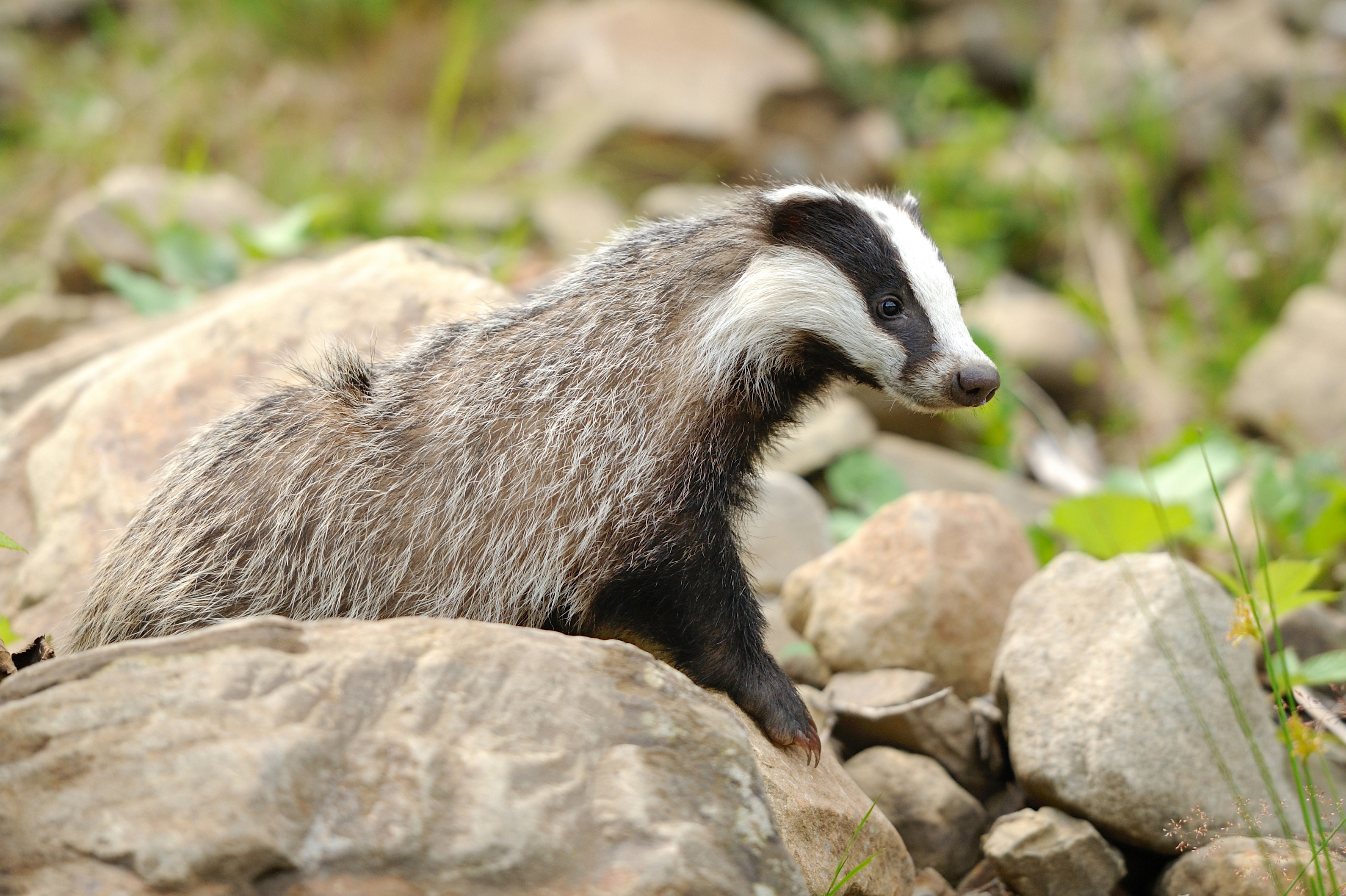
Blaireau (Meles meles).
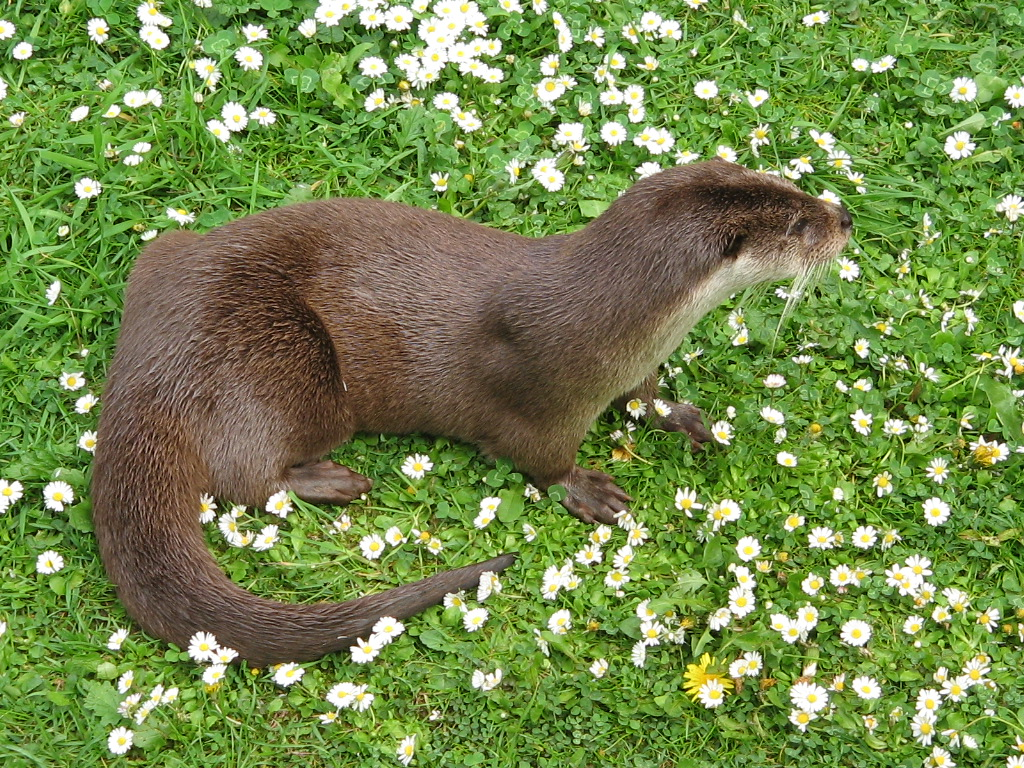
Loutre d'Europe (Lutra lutra).
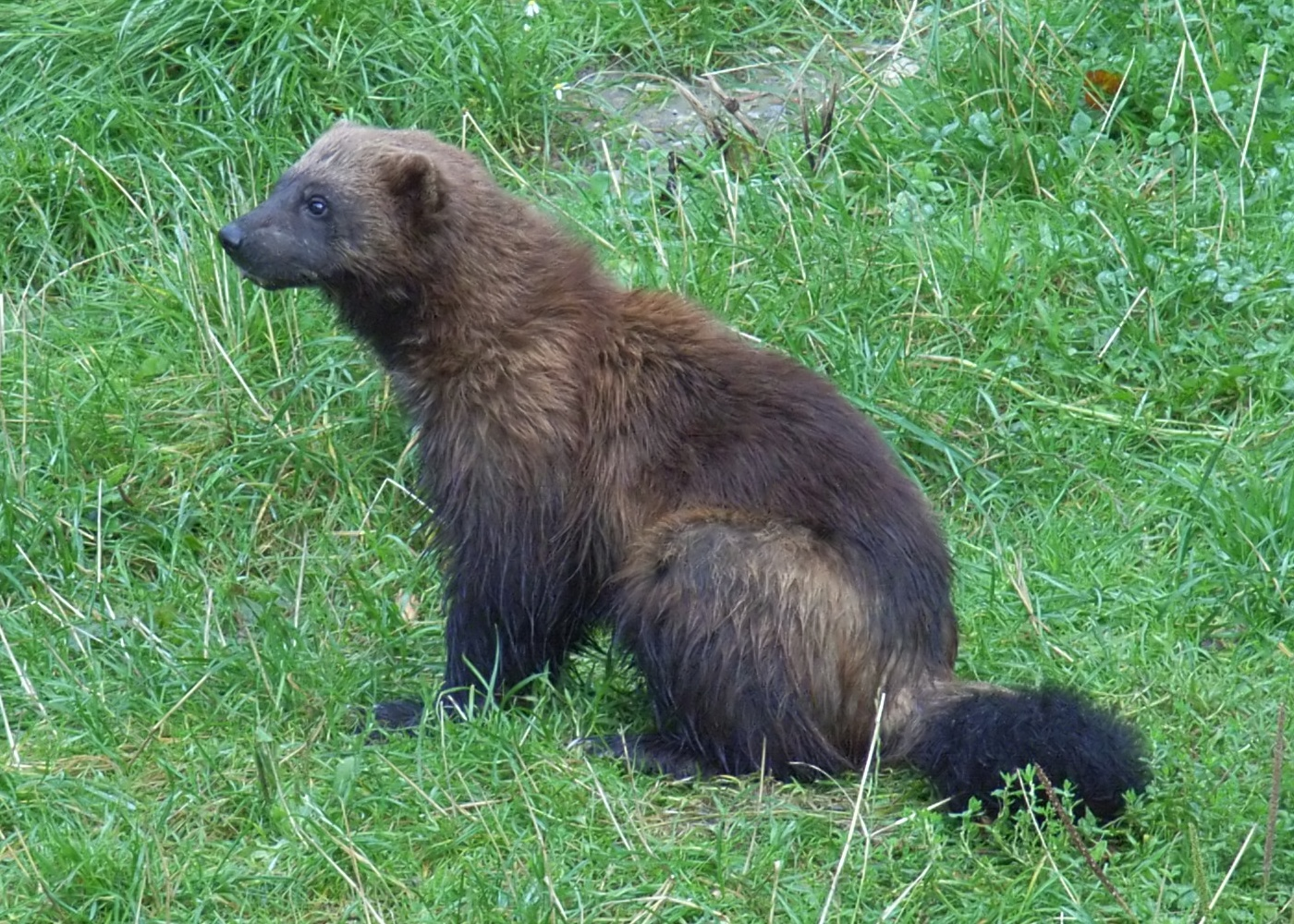
Glouton (Gulo gulo).

#### Bases de référence
- (en) Catalogue of Life : Mustelidae Fischer, 1817 (consulté le 10 décembre 2020)
- (fr + en) ITIS : Mustelidae Fischer, 1817 (consulté le 21 mai 2013)
- (en) North American Mammals : Mustelidae  (consulté le 21 mai 2013)
- (en) NCBI : Mustelidae (taxons inclus) (consulté le 21 mai 2013)
- (en) Tree of Life Web Project : Mustelidae (consulté le 21 mai 2013)
- (en) Paleobiology Database : Mustelidae Fischer 1817 (consulté le 21 mai 2013)
- (en) WoRMS : Mustelidae Fischer, 1817 (+ liste genres + liste espèces) (consulté le 21 mai 2013)

#### Autres liens externes
- Dossier sur les principales espèces de Mustélidés du site Leis oursoun - Carnivores et rapaces
- Recherches scientifiques sur le Putois, la loutre, le vison d'Europe, la fouine et le castor